# Sergio Fajardo
Sergio Fajardo Valderrama (ur. 19 czerwca 1956 w Medellín), kolumbijski polityk, w latach 2004-2007 burmistrz Medellín, drugiego co do wielkości miasta w kraju.

## Życiorys
Sergio Fajardo urodził się w 1956 w Medellín. Jako dziecko uczęszczał do Kolegium Benedyktyńskiego. Ukończył studia magisterskie z dziedziny matematyki na Universidad de los Andes w Bogocie. Następnie zdobył tytuł doktora matematyki na University of Wisconsin-Madison w Stanach Zjednoczonych.
Po zakończeniu studiów pracował jako dziennikarz. Był zastępcą dyrektora gazety El Colombiano, felietonistą w gazetach El Mundo, El Spectador oraz magazynie Dinero. Pracował również przy realizacji programów telewizyjnych, m.in. przy Operación Ciudad w telewizji Telemedellí oraz Zanahoria w telewizji Teleantioquia. Był członkiem Narodowej Rady Nauk Podstawowych, Narodowej Rady ds. Magisteriów i Doktoratów, członkiem Zarządu Fundacji ds. Universidad de Antioquia oraz dyrektorem Centrum Nauk i Technologii w Antioquii. Brał udział w procesie pokojowym w Kolumbii jako założyciel i członek Komisji ds. Pokoju w Antioquii (Comisión Facilitadora de Paz de Antioquia).

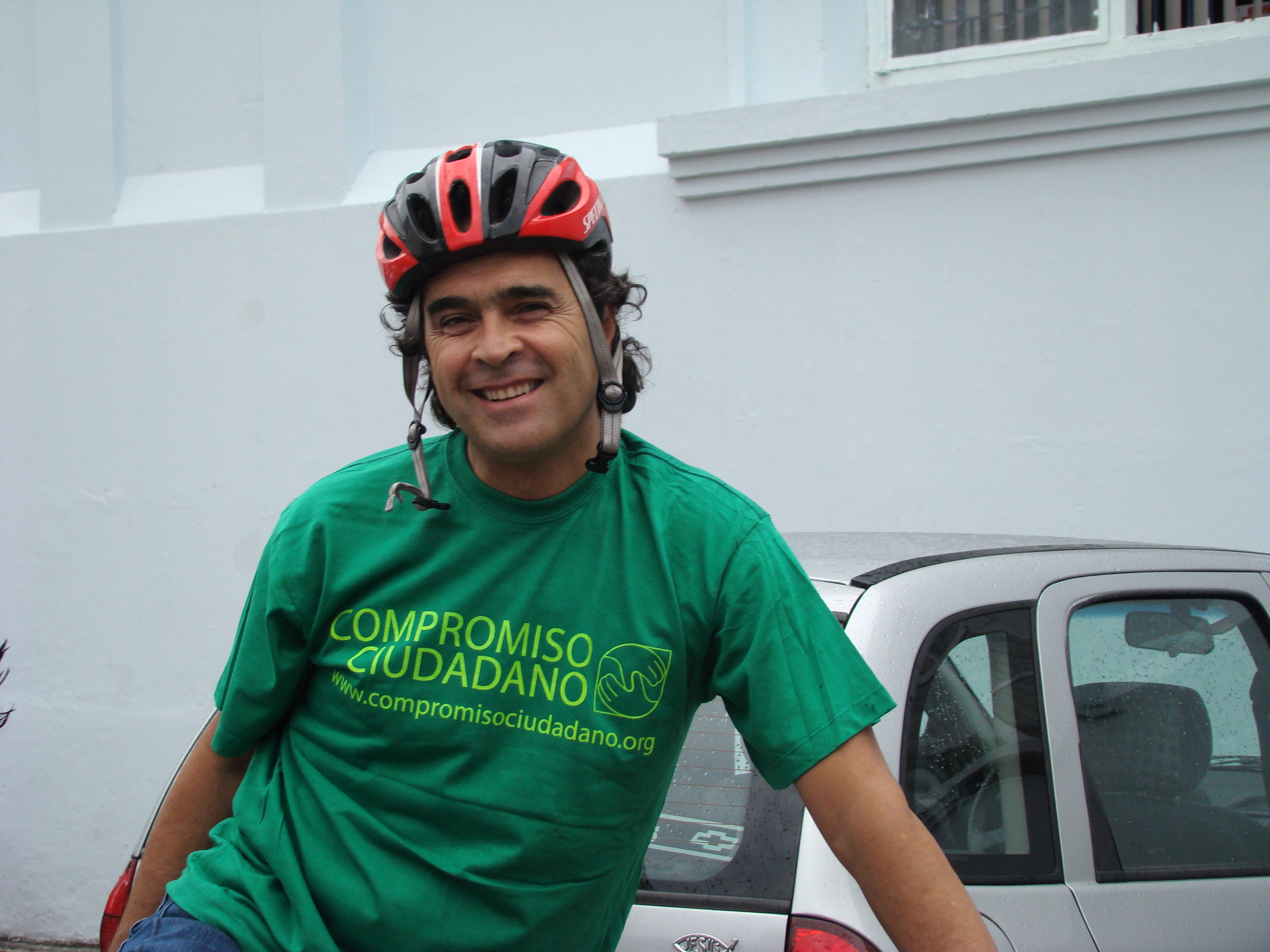
Sergio Fajardo w 2009.

W 2003 Fajardo powołał do życia ruch obywatelski Compromiso Ciudadano. Pod jego szyldem 26 października 2003 wygrał wybory lokalne na burmistrza Medellín, uzyskując prawie 209 tysięcy głosów poparcia. Stanowisko burmistrza miasta zajmował od 1 stycznia 2004 do 31 grudnia 2007. Okres jego rządów cechował się przejrzystością finansową oraz spadkiem wskaźnika morderstw. Fajardo zdołał zrównoważyć budżet miejski, a według sondaży społecznych jego politykę popierało 80% mieszkańców miasta.
Po zakończeniu kadencji burmistrza, Sergio Fajardo zapowiedział swój start w wyborach prezydenckich w 2010. Jednak ostatecznie 5 kwietnia 2010 został kandydatem na urząd wiceprezydenta u boku Antanasa Mockusa.